# Dubovec (Slovensko)
Dubovec (maďarsky Dobóca) je obec na Slovensku, v okrese Rimavská Sobota v Banskobystrickém kraji.
Žije zde 506 obyvatel. V roce 2001 se 83 % obyvatel hlásilo k maďarské národnosti.